# Addison (Vorname)
Addison ist ein geschlechtsneutraler Vorname.

## Herkunft und Bedeutung
Der Vorname Addison ist englischer Herkunft und bedeutet „Sohn des Adam“. Die gegenwärtige Beliebtheit als weiblicher Vorname beruht auf seiner klanglichen Ähnlichkeit mit Madison und der Rolle von Kate Walsh als Frauenärztin Dr. Addison Montgomery in Grey’s Anatomy und Private Practice.

## Namenstage
Namenstag ist am Gedenktag für Adam und Eva:
- 1. April (koptisch)
- 19. Dezember (evangelisch: Lutherische Kirche – Missouri-Synode)
- vorletzter Sonntag im Advent (orthodox)
- 24. Dezember (römisch-katholisch, evangelisch: Evangelische Kirche in Deutschland)
- 26. Dezember (armenisch)

## Namensträgerinnen
- Addison Rae (* 2000), US-amerikanische Influencerin
- Addison Riecke (* 2004), US-amerikanische Kinderdarstellerin
- Addison Timlin (* 1991), US-amerikanische Schauspielerin

## Namensträger
- Addison B. Colvin (1858–1939), US-amerikanischer Geschäftsmann, Bankier und Politiker
- Addison Crandall Gibbs (1825–1886), US-amerikanischer Jurist und Politiker
- Addison Emery Verrill (1839–1926), US-amerikanischer Zoologe und Geologe
- Addison Farmer (1928–1963), US-amerikanischer Jazz-Bassist
- Addison Frei (* 1992), US-amerikanischer Jazzmusiker
- Addison Gardiner (1797–1883), US-amerikanischer Jurist und Politiker
- Addison G. Foster (1837–1917), US-amerikanischer Politiker
- Addison Hehr (1909–1971), US-amerikanischer Filmarchitekt
- Addison H. Laflin (1823–1878), US-amerikanischer Politiker
- Addison James (1850–1947), US-amerikanischer Politiker
- Addison Peale Russell (1826–1912), US-amerikanischer Zeitungsmann, Politiker und Schriftsteller
- Addison Powell (1921–2010), US-amerikanischer Schauspieler
- Addison Richards (1902–1964), US-amerikanischer Schauspieler
- Addison S. McClure (1839–1903), US-amerikanischer Politiker
- Addison Teague (* 1972), kolumbianisch-amerikanischer Tontechniker
- Addison T. Smith (1862–1956), US-amerikanischer Politiker
- Addison White (1824–1909), US-amerikanischer Politiker